# علی بن سعید بن صمیخ المری
علی بن سعید بن صمیخ المری یک فعال حقوق بشر و سیاستمدار قطری متولد ۳۰ نوامبر ۱۹۷۲ است. وی در ۱۹ اکتبر ۲۰۲۱ به عنوان وزیر کار کشور قطر منصوب شد و در مارس ۲۰۲۳ با حکم امیر قطر مجدداً به عنوان وزیر کار در این پست ابقا شد. وی همچنین به عنوان رئیس کمیته ملی قطر در امور حقوق بشر و نایب رئیس امور حقوق بشر اتحادیه عرب و به عنوان سرپرست و دبیرکل ائتلاف جهانی نهادهای ملی حقوق بشر و رئیس شبکه عربی نهادهای ملی حقوق بشر خدمت کرده‌است.